# Carlos Morante
Carlos Morante (Madrid, 6 de julio de 1951) es un expiloto de motociclismo español, que compitió en el Campeonato del Mundo de Motociclismo entre 1977 y 1985.

## Biografía
Morante empieza en el mundo del motociclismo en 1972. En 1973, conseguiría el reconocimiento de mejor júnior por parte de la Real Federación Española de Motociclismo. En los años setenta, empezaría a disputar el Campeonato Español de Velocidad. En este campeonato, conseguiría dos títulos en la categoría de 500 cc (1980 y 1984) y diferentes subcampeonatos. Todavía el ámbito nacional, se proclamó campeón nacional en el Campeonato Nacional de Superbikes en la categoría de F1-1000 cc en 1982.
En el panorama internacional, Morante tuvo la oportunidad de participar en el Gran Premio de España de 1977 de 250cc, aunque finalmente no pudo tomar la salida. Lo hizo finalmente en 1978 participando en el Gran Premio de Venezuela y Gran Premio de España de 250cc pero sin acabar en zona de puntos. En los siguientes años, fue apariciendo puntualmente en el Mundial hasta 1985, sumando nueve participaciones en el Circo Continental. También participó en el Campeonato de Europa de 1982 y consiguió un podio en la prueba del Jarama del Campeonato Mundial de resistencia con Luis Miguel Reyes como compañero. En 1985 fue séptimo en la carrera disputada en el Jarama correspondiente al Campeonato Europeo de Motociclismo en la categoría de 500 cc
Morante se retiró de los circuitos en 1989 pero siguió vinculado al mundo de las motos. Actualmente, sigue trabajando como técnico espacialista en la puesta a punto tanto a nivel usuario como a nivel competitivo ya que es el responsable en este ámbito del equipo Motorrad, que participa en el Campeonato de España. También es director de la escuela de conducción motociclista del Real Moto Club de España.

## Resultados en el Campeonato del Mundo
Sistema de puntuación desde 1969 hasta 1987:
| Posición | 1.º | 2.º | 3.º | 4.º | 5.º | 6.º | 7.º | 8.º | 9.º | 10.º |
| Puntos   | 15  | 12  | 10  | 8   | 6   | 5   | 4   | 3   | 2   | 1    |

### Carreras por año
(Carreras en negrita indica pole position, carreras en cursiva indica vuelta rápida)
| Año  | Cat.  | Equipo | 1       | 2      | 3     | 4       | 5      | 6      | 7       | 8     | 9     | 10      | 11    | 12     | 13    | 14    | Pts. | Pos. |
| ---- | ----- | ------ | ------- | ------ | ----- | ------- | ------ | ------ | ------- | ----- | ----- | ------- | ----- | ------ | ----- | ----- | ---- | ---- |
| 1977 | 250cc | Yamaha | VEN -   | GER -  | NAT - | ESP DNS | FRA -  | YUG -  | NED Ret | BEL - | SWE - | FIN -   | CZE - | GBR -  |       |       | 0    | -    |
| 1978 | 250cc | Yamaha | VEN 17  | ESP 16 | FRA - | NAT -   | NED -  | BEL -  | SWE -   | FIN - | GBR - | GER -   | CZE - | YUG -  |       |       | 0    | -    |
| 1979 | 250cc | Yamaha | VEN 15  | GER -  | NAT - | ESP -   | YUG -  | NED -  | BEL -   | SWE - | FIN - | GBR -   | CZE - | FRA -  |       |       | 0    | -    |
| 1980 | 250cc | Yamaha | NAT DNQ | ESP 24 | FRA - | YUG -   | NED -  | BEL -  | FIN -   | GBR - | CZE - | GER -   |       |        |       |       | 0    | -    |
| 1981 | 250cc | Yamaha | ARG -   |        | GER - | NAT -   | FRA -  | ESP 22 |         | NED - | BEL - | RSM -   | GBR - | FIN -  | SWE - | CZE - | 0    | -    |
| 1982 | 500cc | Yamaha | ARG -   | AUT -  | FRA - | ESP 18  | NAT -  | NED -  | BEL -   | YUG - | GBR - | SWE -   | FIN - | CZE -  | RSM - | GER - | 0    | -    |
| 1983 | 500cc | Yamaha | RSA -   | FRA -  | NAT - | GER -   | ESP 21 | AUT -  | YUG -   | NED - | BEL - | GBR -   | SWE - |        |       |       | 0    | -    |
| 1985 | 500cc | Suzuki | RSA -   | ESP 18 | GER - | NAT -   | AUT -  | YUG -  | NED -   | BEL - | FRA - | GBR DNQ | SWE - | RSM 22 |       |       | 0    | -    |
| 1986 | 500cc | Honda  | ESP DNQ | NAT -  | GER - | AUT -   | YUG -  | NED -  | BEL -   | FRA - | GBR - | SWE -   | RSM - |        |       |       | 0    | -    |